# Andrew Napolitano
Andrew Paolo Napolitano (nacido el 6 de junio de 1950 en Newark, Nueva Jersey) es un exjuez del estado de Nueva Jersey y analista político y legal para Fox News Channel, más conocido por su programa en Fox Business Channel, Freedom Watch. Fue despedido por Fox News en agosto de 2021 tras ser acusado de acoso sexual por un compañero de trabajo.

## Juventud y carreras judicial y académica
Napolitano nació en Newark, Nueva Jersey. Se graduó de la Universidad de Princeton y la Escuela de Derecho de Notre Dame. Napolitano fue Juez de la Corte de Superior de Distrito de Nueva Jersey entre 1987 y 1995, convirtiéndose en el juez más joven de la Corte. También fue profesor en la Escuela de Derecho de la Universidad Seton Hall por 11 años. Napolitano renunció a su posición en la Corte en 1995 para continuar su carrera como escritor y en la televisión.

## Carrera en televisión
Antes de unirse a Fox como analista de noticias, Napolitano fue el juez del programa de televisión Power of Attorney, en el cual la gente llevaba pequeñas disputas a una corte televisada. A diferencia de programas similares, los demandantes y los acusados eran representados por abogados famosos a "pro bono publico". El show estuvo en el aire por una temporada (2000-2001).
Entre 2006 y 2010, Napolitano fue el copresentador de un programa de radio junto con Brian Kilmede en Fox News Radio llamado Brian and the Judge (Brian y el Juez).
De 2009 a 2012 Napolitano fue presentador de un programa de entrevistas llamado Freedom Watch el cual es transmitido diariamente, con nuevos episodios los días de semana, en Fox Business Channel. Invitados frecuentes del programa incluyen al congresista Ron Paul, el economista Peter Schiff y Lew Rockwell. Napolitano se ha referido a sí mismo como el "Ayn Rand de Fox News" y también ha promovido las obras de Friedrich Hayek, Milton Friedman y Ludwig von Mises en su programa. El programa, inicialmente, salía al aire una vez por semana como un segmento de Strategy Room, los días miércoles a las 2:00 p. m. en Fox News. El 14 de septiembre de 2009 se convirtió en un show que salía entre tres a cuatro veces por semana. El 12 de junio de 2010 debutó como un programa semanal en Fox Business.
Napolitano sustituía regularmente al presentador de televisión Glenn Beck cuando Beck no podía asistir a su programa. Luego de que Beck anunciara que se iba a retirar de Fox News, le pidió a Napolitano que lo reemplace.

## Carrera como escritor
En 2004, Napolitano escribió el libro, Constitutional Chaos: What Happens When the Government Breaks its Own Laws (Caos Constitucional: Que pasa cuando el gobierno rompe sus propias reglas), una crítica del sistema judicial estadounidense. En el National Review, Andrew McCarthy, un exprocurador federal y miembro de la Fundación para la Defensa de las Democracias, indicó que Napolitano había sido sólo un juez de nivel medio a nivel estatal y puso en duda el conocimiento de Napolitano sobre la constitución a nivel federal, indicando que había varios errores de Napolitano en su libro.
En 2006, su segundo libro, The Constitution in Exile: How the Federal Government Has Seized Power by Rewriting the Supreme Law of the Land (La Constitución en el exilio: Como el gobierno federal ha tomado el poder al reescribir la ley suprema el país) fue publicado.
Un tercer libro, llamado A Nation of Sheep (Una nación de ovejas), fue lanzado en octubre de 2007.
En abril de 2009, el cuarto libro de Napolitano, Dred Scott's Revenge: A Legal History of Race and Freedom in America (La venganza de Dred Scott: Una historia legal sobre la raza y la libertad en América), fue publicado.
El quinto libro del juez fue lanzado en marzo de 2010, titulado: Lies the Government Told You: Myth, Power, and Deception in American History (Mentiras que el gobierno te dijo: Mitos, Poder y Engaño en la historia americana).
En octubre de 2011, el sexto libro de Napolitano fue publicado bajo el título:  It is Dangerous to be Right When the Government is Wrong: The Case for Personal Freedom (Es peligroso estar en lo correcto cuando el gobierno está equivocado: El argumento para la libertad personal).

## Política
Napolitano es un libertario provida, más comúnmente conocido como conservadurismo libertario.
Napolitano cree que los incidentes del 11 de septiembre, incluyendo el colapso posterior de los edificios del World Trade Center en la ciudad de Nueva York, no sucedieron como el gobierno lo ha comunicado en forma pública. Es difícil para mí creer que el World Trade Center 7 "se haya caído sólo" dijo Napolitano, "en veinte años, la gente va a ver al 11-S de la misma manera en la que vemos el asesinato de JFK hoy en día. No pudo haber sido hecho en la forma que el gobierno nos lo dijo".

## Vida privada
Napolitano divide su tiempo viviendo en Manhattan y en el Condado de Sussex (Nueva Jersey) en Nueva Jersey, donde tiene una granja que produce jarabe de arce.
Napolitano no comparte parentesco con Janet Napolitano, la cabeza de la Secretaría de Seguridad Nacional de los Estados Unidos. Algunas veces se refiere a ella en tono de broma como su "Prima Janet".